# Abatos
Abatos, Abatón, Abaton o Senmut fue un antiguo santuario del Antiguo Egipto situado en la actual isla rocosa de Bigeh, en el río Nilo, cerca de File, que era llamado "el inaccesible" puesto que sólo podían acercarse allí los sacerdotes purificados para evitar molestar al dios Osiris, a quien estaba dedicado porque según la tradición, cuando el descuartizamiento del cuerpo del dios, allí sería enterrada su pierna izquierda. El santuario contenía 365 altares, uno por cada día del año.
Por su cercanía a la isla de File, lugar donde habitaba su esposa Isis, desde allí salía la diosa cada diez días para visitar la tumba de Osiris en este santuario.
Servio, escribió en el siglo IV un comentario gramatical y literario sobre Virgilio donde hace una referencia a Abatos, en Egipto, en una cita de la obra perdida de Séneca, De situ et sacris Aegyptiorum: «brevis insula, inaccessa hominibus, unde Abatos appellata est». Servio también cita a Lucano (Farsalia, X): «hinc Abatos, quam nostra vocat veneranda vetustas».

## Astronomía
Abatos es el nombre con la que han denominado los astrónomos a una meseta en la luna Tritón de Neptuno.